# Rhinotorus nasutus
Rhinotorus nasutus är en stekelart som först beskrevs av Johann Ludwig Christian Gravenhorst 1829.  Rhinotorus nasutus ingår i släktet Rhinotorus och familjen brokparasitsteklar. Arten är reproducerande i Sverige. Inga underarter finns listade i Catalogue of Life.